# Непрофесионалац
Непрофесионалац је појам који се односи на особе које раде у сфери социјалне заштите као волонтери. Непрофесионално особље обично пролази одређену врсту тренинга и може достићи значајан степен професионалности кроз искуство и едукацију, али не може преузети права и обавезе професионалца.